# Макаренко, Александр Андреевич
Александр Андреевич Макаренко (22 апреля 1920, Алупка — 9 октября 2007, Киев) — советский историк, исследователь истории международных отношений Украины XX века, международного рабочего движения, доктор исторических наук (с 1965 года). Лауреат премии АН УССР имени Д. Мануильского (1982 год).

## Биография
Родился 22 апреля 1920 года в городе Алупке. Начал работать чертежником конструкторского бюро завода «Красный экскаватор» в Киеве. Учился в Киевском авиационном институте, Казанском авиационном институте, на партийных курсах в Новосибирске. В 1943–1945 годах — на комсомольской работе, директор Черновицкого областного Дома народного творчества. В 1945–1946 годах учился на международном факультете Киевского государственного университета, в 1946–1950 годах — на историческом факультете Черновицкого государственного университета. В 1954 году окончил Академию общественных наук при ЦК КПСС. В том же году защитил кандидатскую диссертацию. В 1954–1958 годах — на партийной работе. В 1958–1963 годах — старший научный сотрудник отдела всеобщей истории и международных отношений. В 1964–1969 годах — заведующий отделом пролетарского интернационализма Института философии АН УССР. С 1969 года — старший научный сотрудник отдела новой и новейшей истории Института истории АН УССР, учёный секретарь Бюро Отделения общественных наук АН УССР (по совместительству).

## Основные труды
- Движение солидарности зарубежных трудящихся против угрозы новой антисоветской интервенции (1924-1929) // Украинский исторический журнал. — 1978. — № 7;
- Могучая сила пролетарской солидарности: Поддержка зарубежным пролетариатом Советской страны в 1921-1925 гг. — Москва, 1976;
- Единство интернациональных и национальных интересов трудящихся. — Киев, 1971 (в соавторстве);
- Украина и зарубежный мир. — Киев, 1970 (в соавторстве);
- Строительство коммунизма и проблемы сближения социалистических наций. — Киев, 1969;
- Провал империалистических намерений в отношении Украины (1924-1929 гг.). — Киев, 1967;
- Преодолевая происки мировой реакции // Украинская ССР в международных отношениях. 1924-1929 гг. — Киев, 1964;
- Международные отношения и Советская Украина (1924-1929). — Киев, 1963;
- Мировой пролетариат — Стране Советов. Движение зарубежного рабочего класса в защиту и помощь Советской стране. 1921-1923 гг. — Киев, 1963.